# AE Ermionida
El AE Ermionida es un equipo de fútbol de Grecia que milita en la Delta Ethniki, la cuarta liga de fútbol más importante del país.

## Historia
Fue fundado en el año 2011 en la ciudad de Kranidi, en Argolis tras la fusión de los equipos AEK Kranidi y Ermis Ermioni, tomando el lugar de este último en la Delta Ethniki.
En solo dos temporadas en la cuarta división consiguieron el ascenso a la Gamma Ethniki, liga en la cual estuvieron una temporada, ya que consiguieron el ascenso a la Beta Ethniki por primera vez para la temporada 2014/15.

## Palmarés
- Football League 2 Grupo 4: 1

2013/14
- Delta Ethniki: 1

2012/13